# USS Chicago (CA-136)
Pour les autres navires du même nom, voir USS Chicago.
L'USS Chicago (CA-136) est un croiseur lourd de classe Baltimore entré en service dans l'US Navy durant la Seconde Guerre mondiale.

## Histoire du service
Il est lancé en 1944 et actif dès le début de l'année suivante. Envoyé dans le Pacifique, il participe aux bombardements navals alliés sur le Japon.
Le 1er novembre 1958, il est reclassé comme croiseur lance-missile de classe Albany avec l'indicatif CG-11, et est envoyé au chantier afin d'être modifié en conséquence. À partir de 1966, il participe à la guerre du Viêt Nam, avant de retourner en cale sèche en 1972, afin d'être modernisé. Après une longue carrière, il est mis en réserve en 1980, puis rayé des listes en 1989, avant d'être démoli en 1991.

## Récompenses
Pour son service lors de la guerre du Viêt Nam :

 Meritorious Unit Commendation

 Navy Unit Commendation